# Cantó de Saint-Gengoux-le-National
El cantó de Saint-Gengoux-le-National és un cantó francès del departament de Saona i Loira, situat al districte de Mâcon. Té 19 municipis i el cap és Saint-Gengoux-le-National.

## Municipis
- Ameugny
- Bissy-sous-Uxelles
- Bonnay
- Burnand
- Burzy
- Chapaize
- Chissey-lès-Mâcon
- Cormatin
- Cortevaix
- Curtil-sous-Burnand
- Malay
- Passy
- Sailly
- Saint-Gengoux-le-National
- Saint-Huruge
- Saint-Ythaire
- Savigny-sur-Grosne
- Sigy-le-Châtel
- Taizé

## Història
| Data d'elecció                           | Identitat            | Partit                     | Qualitat |
| ---------------------------------------- | -------------------- | -------------------------- | -------- |
| 1945-1951                                | Pierre Baud          |                            |          |
| 1951-1976                                | Romain Buffet        | CNIP, després RI           |          |
| 1976-2000                                | Jacques-Albert Ruste | MRG, després Divers droite |          |
| 2000-2001                                | Jean-François Bordet | Divers droite              |          |
| 2001-                                    | Jean-Pierre Chapelon | Divers gauche              |          |
| les dades anteriors no són pas conegudes |                      |                            |          |
|                                          |                      |                            |          |

## Demografia
| A partir de 1990: Població sense dobles comptes |